# Liste der Kulturdenkmäler in Winterborn (Pfalz)
In der Liste der Kulturdenkmäler in Winterborn sind alle Kulturdenkmäler der rheinland-pfälzischen Ortsgemeinde Winterborn aufgeführt. Grundlage ist die Denkmalliste des Landes Rheinland-Pfalz (Stand: 27. November 2018).

## Denkmalzonen
| Bezeichnung                 | Lage                 | Baujahr                           | Beschreibung | Bild |
| --------------------------- | -------------------- | --------------------------------- | --- | ---- |
| Denkmalzone Steinstraße 1/3 | Steinstraße 1/3 Lage | erste Hälfte des 19. Jahrhunderts | ehemaliges Hofgut der Abtei St. Maximin, Urzelle des Dorfs; Vierseithof, erste Hälfte des 19. Jahrhunderts mit nachbarockem Krüppelwalmdachbau (Nr. 3), wohl um 1800, rückwärtig ummauerter Garten und Stall, die übrigen Gebäude hufeisenförmig um den gepflasterten Hof gruppiert | BW   |

## Einzeldenkmäler
| Bezeichnung        | Lage                               | Baujahr          | Beschreibung | Bild |
| ------------------ | ---------------------------------- | ---------------- | --- | ---- |
| Schul- und Bethaus | Hauptstraße 14 Lage                | 1840/41          | ehemaliges Schul- und Bethaus mit Lehrerwohnung, heute Bürgerhaus; stattlicher spätklassizistischer Putzbau mit Turmaufbau, 1840/41 | BW   |
| Grabmale           | Hauptstraße, auf dem Friedhof Lage | 1845 und um 1900 | Grabstätte Familie Brunck, wohl um 1900; klassizistischer Cippus für Peter Brunck († 1845)                                          | BW   |
| Hofanlage          | Steinstraße 6 Lage                 | 1880             | Hakenhof; spätklassizistisches Wohnhaus mit Stall und Heuspeicher, Kleinquadermauerwerk, bezeichnet 1880; Brunnen, Baumgarten       | BW   |